# Josef Hauser
Josef Hauser   (Múnic, 10 de març de 1910 - Múnic, 10 d'agost de 1981) va ser un waterpolista alemany que va competir durant la 1930.
El 1936 va prendre part en els Jocs Olímpics de Berlín, on va guanyar la medalla de plata en la competició de waterpolo. El 1938 guanyà la medalla de plata al Campionat d'Europa.